# Burghof Lörrach

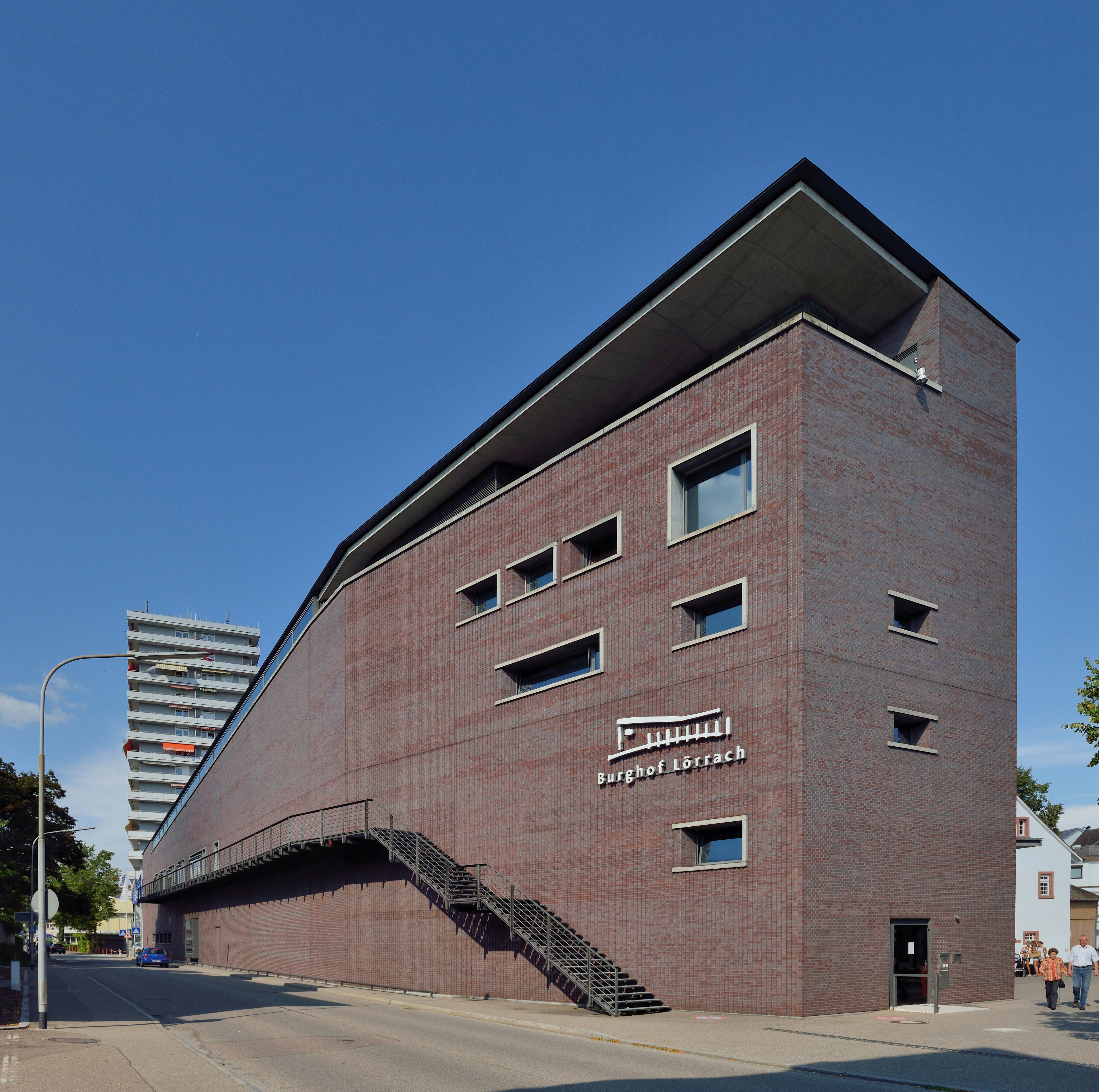
Burghof Lörrach

Der Burghof ist ein von 1996 bis 1998 erbautes Kultur- und Veranstaltungszentrum in Lörrach in Südbaden. Er ist überregional bekannt geworden aufgrund seiner Architektur, die im Ensemble mit der historisch gewachsenen Altstadt Lörrachs wirkt und der zeitgenössischen Kunst im und am Bau.

## Geschichte
Am 6. November 1998 hat nach zweijähriger Bauzeit der „Burghof Lörrach“ die alte Stadthalle in ihrer Funktion abgelöst und wurde als neues Kultur- und Veranstaltungszentrum eröffnet. Der Name „Burghof“ erinnert daran, dass der Bau auf historischer Stätte errichtet wurde. Hier stand die im Jahr 1638 zerstörte Lörracher Burg. Bei dieser handelte es sich um eine kleine Wasserschlossanlage, etwa vergleichbar dem Stettener Schlösschen oder dem Wasserschloss Inzlingen.

## Architektur
Der Entwurf der Basler Architekten Wilfrid und Katharina Steib wirkt wie ein schmales und hohes Schiff und ist eine Konstruktion, welche aus Beton, rötlichem Klinkerstein, Stahl und Glas besteht.
Der Burghof misst 87 m in der Länge, 30 m in der maximalen Breite und 19 m in der Höhe. Der große und der kleine Saal, die Empore und die Seitengalerie bieten bis zu 885 bestuhlte Plätze, die je nach Veranstaltung verändert oder ganz herausgenommen werden können.
Der Burghof wird multifunktional für Konferenzen, Theater-, Konzert- und Kulturveranstaltungen jeder Art (Gesang und Musik, Tanz, Kabarett, Literatur, Kindertheater) verwendet. Im Burghof befindet sich auch das Lörracher Informationszentrum.

## Kunst

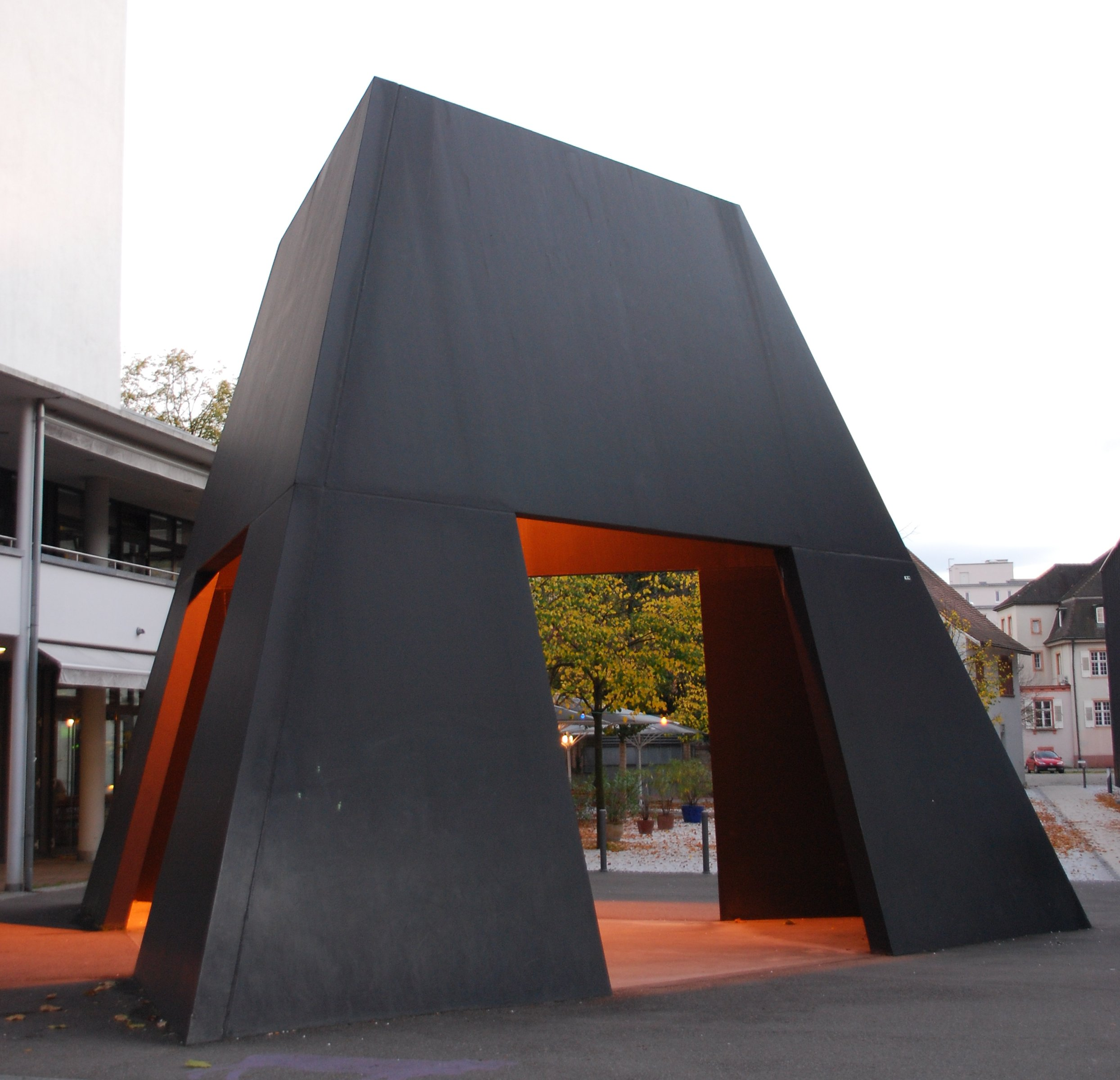
Skulptur Truncated Pyramid Room vor dem Eingang

Auf dem Platz vor dem Burghof, direkt am Eingang, steht die 11,40 m in der Basislänge und 7,5 m in senkrechter Höhe messende Metallskulptur Truncated Pyramid Room von Bruce Nauman in Form eines offenen, begehbaren Pyramidenstumpfs. Die mit schwarzem Bitumen angestrichene Figur aus Stahlbeton wird abends von innen heraus mit einem gelben Scheinwerferlicht beleuchtet. Diese Raum-Licht-Skulptur von Nauman existierte erst als Modell aus einer im Jahr 1982 entstandenen Werkgruppe und ist seine erste in Europa öffentlich ausgestellte Arbeit.